# Universidade Nacional Aberta Indira Gandhi
A Universidade Nacional Aberta Indira Gandhi (em inglês: Indira Gandhi National Open University, IGNOU) é uma instituição pública de ensino indiana fundada em 1985. Oferecendo educação à distância, a universidade afirma ter mais de quatro milhões de estudantes matriculados, o que a tornaria a maior universidade do mundo.